# Státní liga 1935/1936
Státní liga 1935/36 byla 12. oficiálním ročníkem československé fotbalové ligy. Soutěž vyhrál tým AC Sparta Praha, a zajistil si tak 8. mistrovský titul. Liga byla rozšířena na 14 členů. Do tohoto ročníku postoupily čtyři nejlepší týmy z kvalifikačního turnaje o postup do ligy: 1. ČsŠK Bratislava, DSV Saaz (Žatec), SK Moravská Slavia Brno a SK Náchod.

## Konečná tabulka Státní ligy 1935/36
|     | Konečné pořadí          | Z  | V  | R | P  | GV  | GO | TP  | B  |
| --- | ----------------------- | -- | -- | - | -- | --- | -- | --- | -- |
|     | AC Sparta Praha         | 26 | 19 | 3 | 4  | 100 | 27 | +73 | 41 |
| 2.  | SK Slavia Praha         | 26 | 19 | 3 | 4  | 90  | 32 | +58 | 41 |
| 3.  | SK Prostějov            | 26 | 16 | 4 | 6  | 66  | 41 | +25 | 36 |
| 4.  | SK Židenice             | 26 | 13 | 6 | 7  | 65  | 42 | +23 | 32 |
| 5.  | SK Plzeň                | 26 | 13 | 4 | 9  | 80  | 61 | +19 | 30 |
| 6.  | SK Náchod               | 26 | 11 | 3 | 12 | 60  | 67 | -7  | 25 |
| 7.  | 1. ČsŠK Bratislava      | 26 | 10 | 5 | 11 | 50  | 61 | -11 | 25 |
| 8.  | SK Viktoria Plzeň       | 26 | 9  | 6 | 11 | 52  | 54 | -2  | 24 |
| 9.  | SK Kladno               | 26 | 7  | 7 | 12 | 59  | 80 | -21 | 21 |
| 10. | SK Moravská Slavia Brno | 26 | 7  | 7 | 12 | 42  | 60 | -18 | 21 |
| 11. | DFC Prag                | 26 | 7  | 6 | 13 | 30  | 57 | -27 | 20 |
| 12. | Teplitzer FK            | 26 | 7  | 4 | 15 | 49  | 65 | -16 | 18 |
| 13. | AFK Kolín               | 26 | 4  | 8 | 14 | 44  | 82 | -38 | 16 |
| 14. | DSV Saaz (Žatec)        | 26 | 5  | 4 | 17 | 34  | 92 | -58 | 14 |

## Rekapitulace soutěže
| Československá fotbalová liga 1935/36      |                              |
|                                            |                              |
| Ocenění                                    |                              |
| Vítěz                                      | AC Sparta Praha (7. titul)   |
| Kvalifikace do evropských pohárů           |                              |
| Mitropa Cup                                | AC Sparta Praha              |
| Mitropa Cup                                | SK Slavia Praha              |
| Mitropa Cup                                | SK Prostějov                 |
| Mitropa Cup                                | SK Židenice                  |
| Vítěz domácího poháru                      |                              |
| Středočeský pohár                          | AC Sparta Praha              |
| Pohyb v soutěži                            |                              |
| Sestupující do divize                      | DFC Prag (Praha)             |
|                                            | Teplitzer FK (Teplice-Šanov) |
|                                            | AFK Kolín                    |
|                                            | DSV Saaz (Žatec)             |
| Postupující do I. ligy                     | SK Viktoria Žižkov           |
|                                            | ŠK Rusj Užhorod              |
| Nejlepší střelec                           |                              |
| Vojtěch Bradáč (SK Slavia Praha) – 42 gólů |                              |

## Nejlepší střelci
| Poř. | Hráč            | Klub      | Branky |
| ---- | --------------- | --------- | ------ |
| 1.   | Vojtěch Bradáč  | SK Slavia | 42     |
| 2.   | Antonín Hájek   | SK Plzeň  | 35     |
| 3.   | Oldřich Nejedlý | AC Sparta | 26     |
| 4.   | Raymond Braine  | AC Sparta | 22     |
| 5.   | František Kloz  | SK Kladno | 20     |

## Soupisky mužstev

### AC Sparta Praha
Bohumil Klenovec (26/0/9) –
Jaroslav Bouček (-/0),
Raymond Braine (-/22),
Jaroslav Burgr (-/0),
Josef Čtyřoký (-/0),
Ferdinand Faczinek (-/17),
Václav Hruška (-/0),
Géza Kalocsay (-/7),
Josef Košťálek (-/7),
Oldřich Nejedlý (-/26),
František Pelcner (-/2),
Pavel Pollák (-/0),
Josef Sedláček II (-/0),
Erich Srbek (-/0),
Oldřich Zajíček (-/17) –
trenér Ferenc Szedlacsek

### SK Slavia Praha
František Plánička (26/0/7) –
Vojtěch Bradáč (23/42),
Vladimír Cvetler (-/2),
Štefan Čambal (-/1),
Ferdinand Daučík (-/0),
Adolf Fiala (-/0),
František Heřmánek (-/2),
Václav Horák I (-/0),
Bedřich Jezbera (-/0),
Vlastimil Kopecký (-/18),
Rudolf Krčil (-/0),
Bedřich Pech (-/0),
Antonín Puč (-/2),
Jiří Sobotka (-/8),
František Svoboda (-/1),
Adolf Šimperský (-/1),
Jan Truhlář (-/0),
Bedřich Vacek (-/1),
Antonín Vodička (-/0),
Rudolf Vytlačil (-/11),
Bohumil Zoubek (2/0) –
trenér Jan Reichardt

### SK Prostějov
František Šrám (26/0/9) –
Karel Bernášek (13/0),
Václav Bouška (24/0),
Ladislav Čulík (4/3),
Rudolf Drozd (26/15),
Antonín Dufek (12/3),
Leopold Henčl (24/6),
Vojtěch Kastl (21/13),
Oldřich Kvapil (13/0),
Vilém Lugr (17/0),
Jan Melka (26/21),
Josef Polačko (14/0),
Bohumil Prošek (2/0),
Imre Seper (1/1),
Josef Suchý (23/0),
Josef Štrobl (26/3),
Vladimír Vidlák (9/1),
Ludwig Zeiss (5/0) –
trenér Rudolf Křenek

### SK Židenice
Karel Burkert (18/0/5),
Emil Ludvík (3/0/0),
Ladislav Tersch (5/0/1) –
Karel Böhm (11/0),
Karel Černý (15/0),
Josef Eremiáš (1/0),
Karel Hess (17/6),
Karel Klíma (8/2),
Jaroslav Moták (15/3),
Jozef Néder (25/5),
František Nejedlý (4/0),
Karel Nepala (25/15),
František Novák (21/0),
Oldřich Nývlt (7/2),
Stefan Pospichal (25/0),
Václav Průša (23/18),
Oldřich Rulc (25/5),
Josef Smolka (14/0),
Antonín Suchánek (7/0),
František Šterc (17/9) –
trenéři Jenő Konrád a Antonín Carvan

### SK Plzeň
František Jabornický (-/0/-),
Karel Poláček (13/0/-) –
Václav Dědič (-/0),
František Fábera (-/0),
František Gibic (-/9),
Antonín Hájek (26/35),
Ladislav Hokr (-/1),
František Chmelíř (-/0),
Zdeněk Janda (-/12),
Václav Jonák (-/0),
Václav Kaiser (18/6),
Jaroslav Matys (-/0),
Gustav Moravec (-/0),
Ladislav Přibáň (-/0),
Ladislav Řežábek (-/6),
Alfréd Sezemský (-/3),
Václav Szaffner (-/0),
Josef Tajčner (26/1),
Vilém Zlatník (-/3) –
trenér ...

### SK Náchod
Rudolf Franc (-/0/-),
Jaroslav Nývlt (-/0/-) –
František Benda (-/13),
Štefan Bíro (-/7),
Jaroslav Dobeš (-/2),
Alois Dušek (-/0),
Bohumil Joska (-/8),
Rudolf Kos (-/0),
Ludvík Koubek (8/9),
František Kuchta (-/5),
František Mareš I (25/0),
Oldřich Nývlt (-/0),
František Polák (-/1),
František Stejskal (26/1),
Jaroslav Šauer (-/0),
Rudolf Toman (-/9),
František Wieser (-/3),
Karel Zítko (-/0) –
trenér Stanislav Toms

### I. ČsŠK Bratislava
František Hubek (18/0/1),
Emil Krischke (5/0/3),
Jozef Taraba (3/0/0) –
Anton Bulla (8/4),
Karol Daučík (17/0),
Zdeněk Deršák (10/2),
Otto Horký (3/0),
Jozef Hronec (11/0),
Ivan Chodák (15/8),
Pál Jávor-Jakube (21/11),
Ján Jurčák (26/0),
Ferdinand Kardoš (1/0),
Dezider Kostka (26/7),
Ervín Kovács (4/0),
Jozef Luknár (24/7),
František Masarovič (26/9),
Aladár Párik (2/0),
Karol Polák (20/0),
Georg Schors (15/2),
Ervín Suchý (1/0),
Leopold Šťastný (23/0),
Anton Ujváry (4/0),
Viliam Vanák (3/0) –
trenér József Braun

### SK Viktoria Plzeň
Jaroslav Dědič (21/0/5),
František Jabornický (1/0/0),
... Volráb (4/0/0) –
Josef Bedrníček (14/3),
Jaroslav Bešťák (24/0),
... Bouška (1/0),
Vladimír Bína (26/4),
Anton Bíro (19/2),
Ladislav Čulík (23/15),
Emil Habr (8/0),
Karel Hess (6/3),
Ladislav Hokr (15/4),
Václav Horák (23/10),
... Jaroš (3/0),
... Kejha (1/0),
Bohumil Mudra (24/0),
Friedrich Müller (11/0),
Lajos Páli (11/8),
Ladislau Raffinsky (8/0),
Josef Svidenský (11/0),
František Šimek (1/0),
Jaroslav Vlček (24/0),
Franjo Wölfl (7/3) –
hrající trenér Lajos Páli

### SK Kladno
František Běhounek (-/0/-),
Karel Tichý (-/1/-) –
František Beneš (-/7),
Antonín Černý (-/0),
Alois Doksanský (-/1),
František Junek (-/0),
Josef Junek I (-/3),
František Kloz (23/20),
Karel Kolský (-/3),
Antonín Kozohorský (-/0),
František Kuchta (-/6),
František Kusala (-/0),
Josef Kusala (-/0),
Václav Nový (-/2),
Miroslav Procházka (-/11),
František Rašplička (-/),
Bohuslav Snopek (-/0),
Emanuel Šmejkal (-/4),
Václav Troníček (-/1),
Václav Vraga (-/0) –
trenér Josef Kuchynka

### SK Moravská Slavia Brno
František Řitička (26/0/3) –
Franz Cisar (26/5),
Antonín Horák (15/5),
Emil Chott (11/2),
Štefan Chynoradský (13/0),
... Kalina (5/3),
Rudolf Kosmák (9/3),
Ludvík Koubek (16/5),
Karel Kříž (21/4),
Rudolf Kubesch (26/6),
Jenő Roth (24/4),
Jan Smolka (2/0),
Jiří Stejskal (8/0),
Stanislav Stejskal (12/2),
Emil Šlapák (4/1),
Josef Tichý (2/0),
Karel Valoušek (4/0),
Karel Volavka (11/0),
Karel Votruba (10/0),
Jaroslav Vršecký (26/0),
Jaroslav Zezula (15/0) + 2 vlastní (Bernášek, Mudra) –
trenér ...

### DFC Prag
... Freund (1/0/0),
Max Klíma (2/0/1),
Heinrich Mitlöhner (22/0/3),
Fritz Taussig (1/0/0) –
Kálmán Bognár (10/4),
Karl Bressany (1/0),
František Dvořák (8/0),
Emil Habelt (11/1),
József Hadrévi (4/3),
Béla Halpert (2/1),
Ernst Kait (1/0),
Karel Kannhäuser (1/0),
Karel Kindl (18/3),
... Kramer (1/0),
Arnošt Kreuz (18/4),
Pavel Mahrer (25/0),
... Müller (13/0),
Adolf Patek (15/0),
Ladislau Raffinsky (10/4),
Franz Stoy (26/0),
Wilhelm Truntschka (24/6),
Alexandr Ulanov (16/3),
Naran Ulanov (23/0),
Karel Vrána (15/0),
Leopold Weingartner (10/1) –
trenér ...

### Teplitzer FK
Franz Maier (-/0/-),
Čestmír Patzel (-/0/-) –
János Blasko (-/5),
Karl Koder (-/3),
... König (-/1),
Ervín Kovács (-/1),
Franz Kowanz (-/0),
Reiner Kugler (-/9),
Willi Mizera (-/0),
Vilhelm Náhlovský (-/2),
Lajos Páli (5/2),
Tivadár Paragi (-/1),
Tomáš Porubský (-/5),
Franz Putz (-/2),
Albin Reichenauer (-/0),
Jaroslav Riedl (-/3),
Alois Rudlof (-/3),
Heinrich Schöpke (-/0),
Michael Smolinsky (-/6),
Antonín Stoiber (-/2),
Václav Svatoň (-/3),
Martin Watzata (-/0),
Rudolf Zosel (-/0) –
trenér Gyula Kertész

### AFK Kolín
Václav Sůra (19/0/1),
Josef Zahajský (7/0/0) –
János Blasko (15/11),
Rudolf Enders (25/3),
František Hovorka (4/1),
Václav Kučera (19/3),
... Melichar (2/1),
Rudolf Mládek (4/0),
Václav Moták (22/1),
František Musil (20/6),
Asen Pančev (1/0),
František Pospíšil (8/3),
Václav Prošek (2/0),
František Pták (12/0),
Jindřich Somberg (2/0),
František Šafránek (25/0),
Emil Šíma (18/1),
František Šíma (6/3),
Emanuel Šmejkal (4/0),
Rudolf Toman (9/2),
Jan Truhlář (26/6),
... Vaníček (1/1),
Jan Vilikus (24/1),
Karel Volavka (10/0),
... Vozáb (1/0) –
trenér ...

### DSV Saaz
Otto Ducke (2/0/0),
Franz Hribar (13/0/0),
... Pimpel (11/0/0) –
... Brehm (1/0),
... Dürrschmied (2/0),
Johann Hoffmann (4/1),
Rudolf John (26/3),
Karl Koder (23/8),
Karl Krückl (26/0),
Josef Kundrat (7/0),
... Liebscher (2/0),
... Loos (3/0),
Otto Müller (16/3),
... Papik (2/1),
Tivadár Paragi (13/9),
Ľudovít Rado (23/2),
... Reiner (8/1),
Johann Riederich (13/0),
Josef Schlögl (6/0),
Karl Spitzhüttl (21/4),
Karel Trávníček (25/0),
Johann Wana (25/0),
Václav Weigert (14/1) +
1 vlastní (Kostka) –
trenér Josef Horejs